# ابل بویر
ابل بویر (انگلیسی: Abel Boyer; ۱ ژانویهٔ ۱۶۶۴ – ۱۶ نوامبر ۱۷۲۹) یک فرهنگ‌نویس، زبان‌شناس، و روزنامه‌نگار اهل فرانسه بود.